# Sophia Wilson
Sophia Olivia Wilson, nata Smith (Windsor, 10 agosto 2000), è una calciatrice statunitense, attaccante del Portland Thorns e della nazionale statunitense.
Dopo aver sposato Michael Wilson, giocatore della NFL, conosciuto mentre entrambi frequentavano Stanford, ha deciso di cambiare cognome, anche professionalmente, dopo il matrimonio nel gennaio 2025.

## Carriera

### Calcio collegiale e universitario
Wilson si appassiona allo sport fin da giovane età, praticando quando frequentava la Fossil Ridge High School di Fort Collins, in Colorado, sia la pallacanestro che il calcio, mettendosi in luce in quest'ultima disciplina già dal primo anno, venendo nominata nella First-Team All-Conference.
Dal 2018 decide di completare il suo percorso scolastico iscrivendosi all'Università di Stanford, affiancando il periodo di studi all'attività agonistica nella squadra di calcio femminile universitario dell'istituto, le Stanford Cardinal, segnando 7 gol in quella stagione e 17 in quella successiva. Nella College Cup del 2019 ha segnato una tripletta per aiutare Stanford a sconfiggere le UCLA Bruins in semifinale; Stanford ha poi vinto il titolo nazionale attraverso i calci di rigore in finale.

### Club

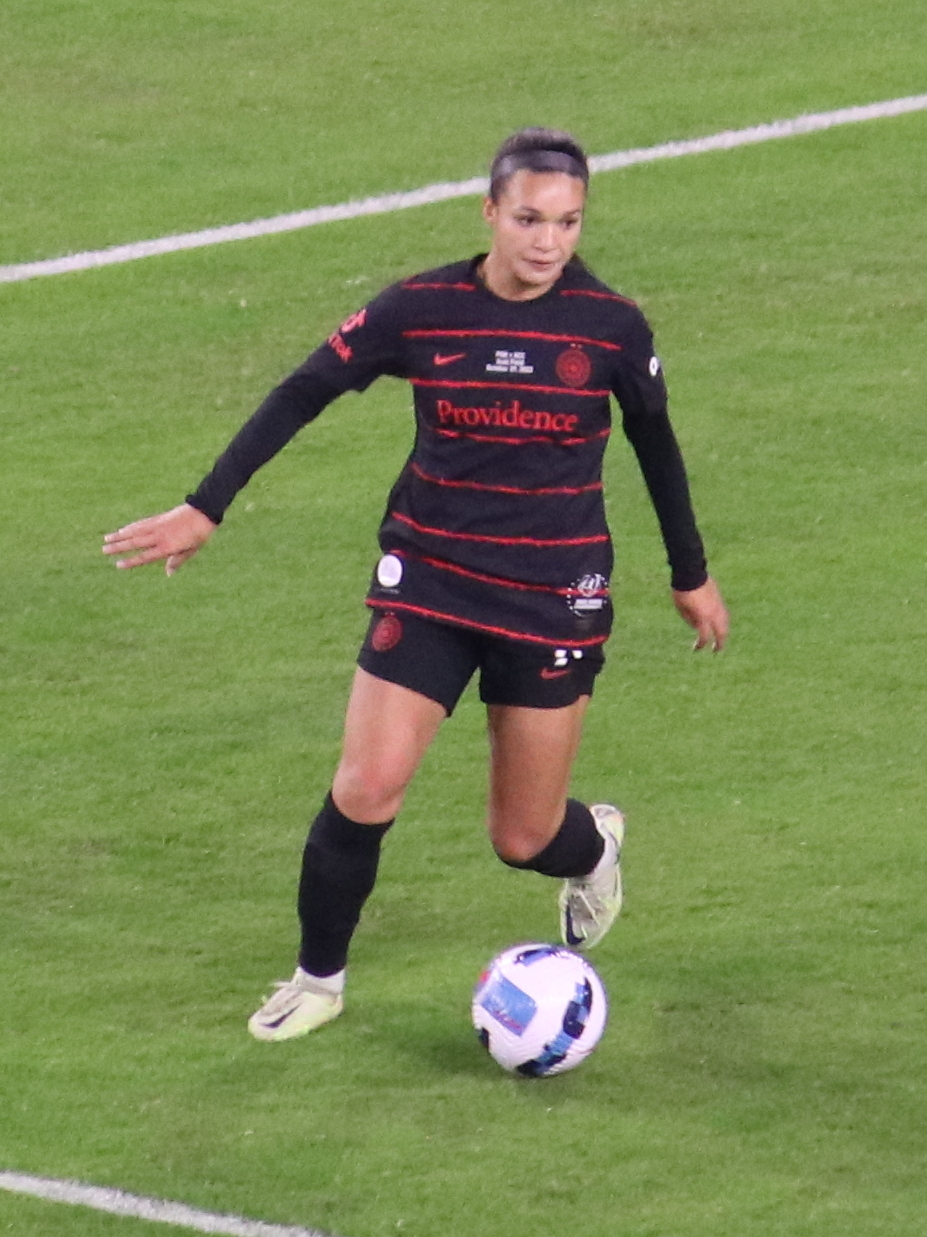
Smith con la maglia del nel 2022.

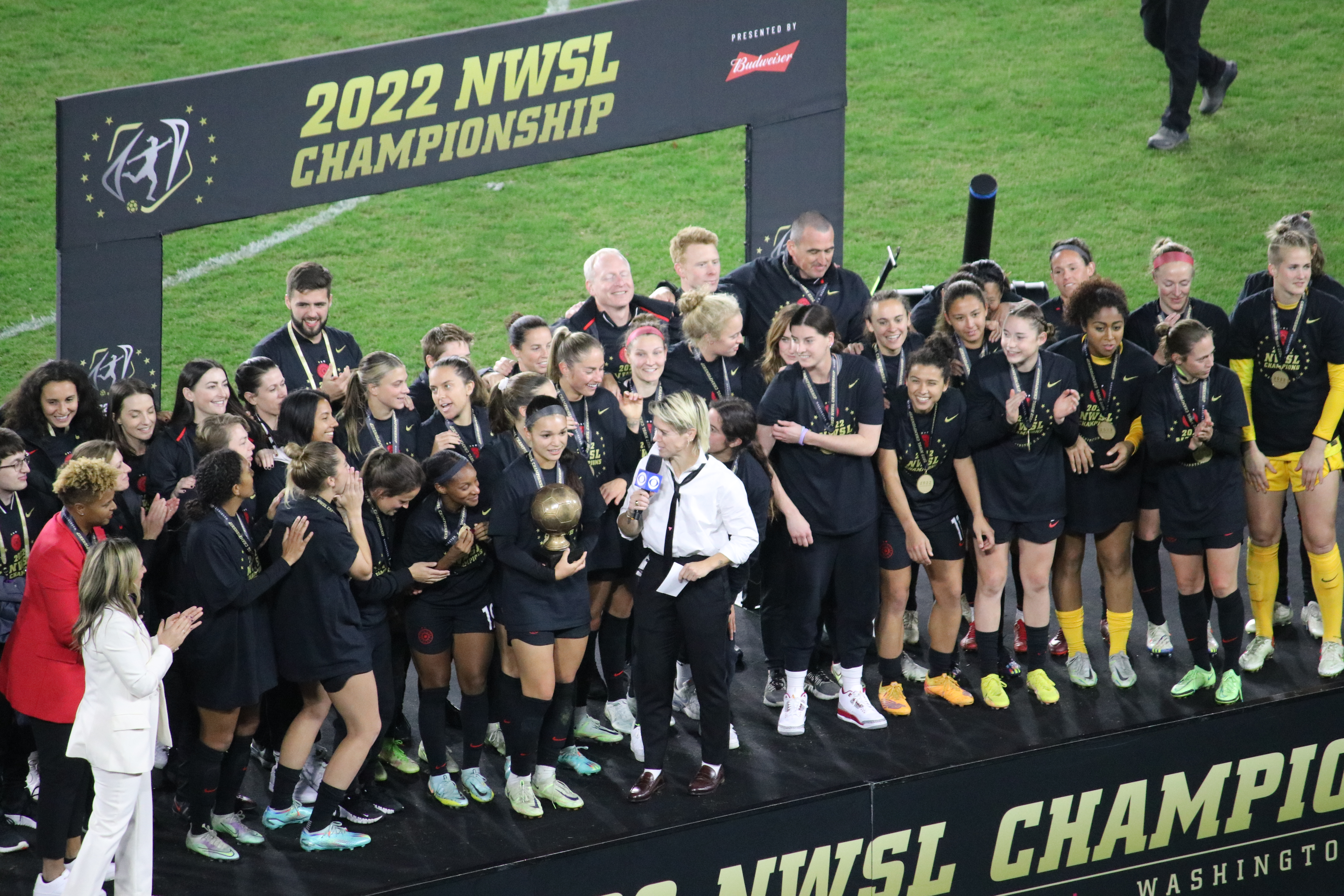
Smith con il trofeo in mano alla premiazione della National Women's Soccer League 2022.

Wilson ha partecipato al draft della National Women's Soccer League (NWSL) il 16 gennaio 2020, venendo scelta come numero 1 dal Portland Thorns. Trasferitasi in Oregon, con il club di Portland ha disputato tre stagioni, conquistando il suo primo titolo da professionista all'edizione 2021 della NWSL Challenge Cup, per poi contribuire con 15 su 20 incontri alla conquista del titolo NWSL 2022, il 3º per il Portland Thorns e diventando in quella stagione il club più titolato della National Women's Soccer League.
Alla sua prima stagione, sotto la guida tecnica di Mark Parsons, debutta in NWSL 20 settembre, rilevando Simone Charley al 69' contribuendo alla vittoria casalinga per 3-0 sull'Utah Royals siglando la seconda rete per il suo club, venendo poi impiegata altre tre occasioni prima del termine del torneo. La stagione seguente Parsons le lascia molto più spazio, e alla fine saranno 22 le presenze, con 7 reti all'attivo, dell'attaccante nella stagione NWSL 2021. Con Parsons andato in Europa a ricoprire l'incarico di commissario tecnico della nazionale olandese femminile, il suo posto sulla panchina viene rilevato dalla canadese Rhian Wilkinson, tecnico che conferma la fiducia a Wilson nel settore offensivo.
Il 4 settembre 2024, viene inserita nella lista delle trenta candidate al Pallone d'Oro femminile.

### Nazionale
Wilson inizia a essere convocata dalla Federcalcio statunitense dal 2015, vestendo inizialmente la maglia della formazione Under-17 venendo inserita in rosa con la squadra che affronta il Mondiale di Giordania 2016. Nei primi mesi del 2017 ha segnato nove gol in sei partite, che si ritiene sia il record di gol in sei partite consecutive della Nazionale femminile giovanile statunitense., e grazie a questo stato di forma il 31 marzo di quello stesso anno, appena sedicenne, Wilson è stata convocata per la prima volta per uno stage con la nazionale maggiore.
Sempre nel 2017, oltre a giocare in una rappresentativa Under-19 con le pari età di Cina e Giappone nel settembre di quell'anno, chiamata dal tecnico Jitka Klimková arriva anche la sua prima convocazione in Under-20, e dopo aver marcato 4 presenze campionato nordamericano di Trinidad e Tobago 2018 e siglato il suo primo gol nella vittoria per 2-1 sulla Giamaica, con gli Stati Uniti che perdono la finale con il Messico ai calci di rigore dopo che i tempi regolamentari si erano conclusi sull'1-1, Smith è stata confermata in rosa anche per il Mondiale di Francia 2018. In quest'occasione Klimková la impiega in tutti i tre incontri del gruppo C, dove Wilson va nuovamente a segno siglando una doppietta nella vittoria per 6-0 sul Paraguay e la rete che dimezza lo svantaggio con la Spagna, incontro poi terminato sul 2-2, tuttavia l'iniziale sconfitta per 1-0 con il Giappone pregiudica il passaggio al turno successivo e gli Stati Uniti devono abbandonare il torneo già dalla fase a gironi.
Rimasta in quota anche per il campionato nordamericano della Repubblica Dominicana 2020, il nuovo tecnico federale Laura Harvey la inserisce nuovamente in rosa con la squadra che affronta il trofeo CONCACAF Qui Wilson scende in campo in tre incontri su sei, condividendo il percorso della compagne che, dopo aver chiuso da imbattute il gruppo C, superano in sequenza, 6-0 il Saint Lucia agli ottavi di finale, 4-0 il Canada ai quarti, 6-0 la Rep. Dominicana in semifinale per arrivare alla finale allo stadio olimpico Félix Sánchez dove la sua squadra si rifà della sconfitta dell'edizione precedente battendo le campionesse in carica del Messico con un rotondo 4-1.
Nel frattempo, dopo essere stata chiamata dal commissario tecnico Vlatko Andonovski al talent identification camp nel dicembre 2019, Smith è stata convocata nella nazionale maggiore per il primo ritiro del 2020 dal 5 al 15 gennaio. Il debutto infine arriva nell'amichevole del 27 novembre 2020 con i Paesi Bassi, allo stadio Rat Verlegh di Breda, rilevando Tobin Heath al 75' nella vittoria per 2-0 sulle padrone di casa. Da allora Andonovski la convoca con regolarità, impiegata, oltre che in una serie di amichevoli, nelle edizioni 2021 e 2022 della SheBelieves Cup, che per la CONCACAF Women's Championship 2022, tutti tornei dove gli Stati Uniti si impongono sulle avversarie.

## Palmarès

### Calcio universitario
- NCAA Women's Division I Soccer Championship: 1

Stanford Cardinal: 2019

### Club

#### Competizioni nazionali
- National Women's Soccer League: 1

Portland Thorns: 2022
- NWSL Challenge Cup: 1

Portland Thorns: 2021

#### Competizioni internazionali
- Women's International Champions Cup: 1

Portland Thorns: 2021

### Nazionale
- Oro olimpico: 1

Parigi 2024
- CONCACAF Women's Championship: 1

2022
- SheBelieves Cup: 3

2021, 2022, 2024

### Individuale
- U.S. Soccer Athlete of the Year: 2

Premio miglior giovane (femminile): 2017
Premio miglior atleta dell'anno (femminile): 2022
- Capocannoniere della SheBelieves Cup: 1

2024 (2 reti)